# Verein für Bewegungsspiele 91 Suhl 2016-2017
Questa voce raccoglie le informazioni riguardanti il Verein für Bewegungsspiele 91 Suhl nelle competizioni ufficiali della stagione 2016-2017.

## Organigramma societario
Area direttiva
- Presidente: Roland Weidner

Area tecnica
- Allenatore: Han Abbing
- Allenatore in seconda: Jens Ellmrich
- Scout man: Rene Krug, Andy Lorenz, Nataša Rapajić

Area sanitaria
- Medico: Ulf Schlegelmilch
- Fisioterapista: Steffi Wichmann, Franziska Wiedemann

## Rosa
| N° | Nome                | Ruolo | Data di nascita   | Nazionalità sportiva |
| -- | ------------------- | ----- | ----------------- | -------------------- |
| 2  | Michelle Petter     | L     | 4 febbraio 1997   | Germania             |
| 3  | Tereza Patočková    | S/O   | 2 agosto 1994     | Rep. Ceca            |
| 4  | Veronika Hrončeková | C     | 2 gennaio 1990    | Slovacchia           |
| 5  | Anna Maria Bajde    | P     | 8 dicembre 1994   | Austria              |
| 6  | Marrit Jasper       | S     | 28 febbraio 1996  | Paesi Bassi          |
| 8  | Laurianne Delabarre | P     | 24 aprile 1987    | Francia              |
| 9  | Katharina Holzer    | S     | 29 giugno 1988    | Austria              |
| 10 | Juliana de Castro   | S     | 30 giugno 1985    | Brasile              |
| 11 | Claudia Steger      | S     | 10 marzo 1990     | Germania             |
| 13 | Miloslava Lauerová  | L     | 11 giugno 1978    | Rep. Ceca            |
| 18 | Beth Carey          | C     | 28 settembre 1990 | Australia            |